# Поверхность Цолля

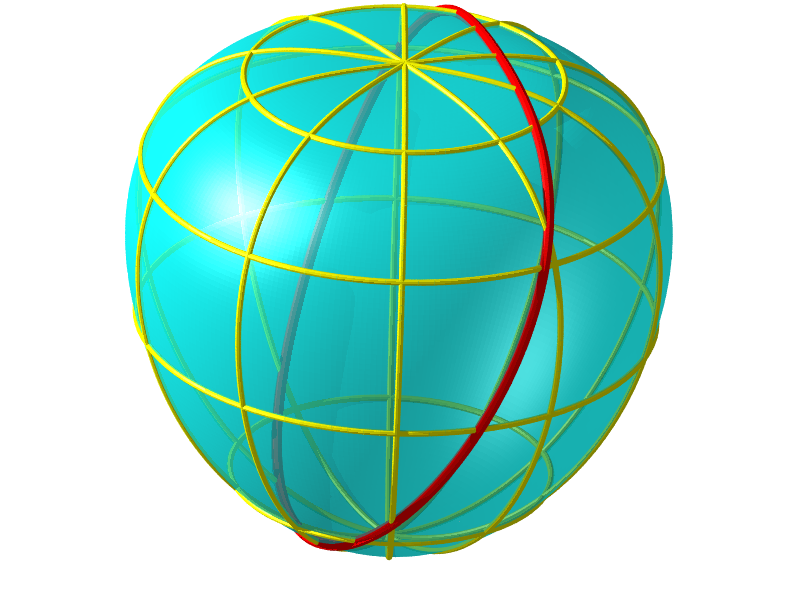
Поверхность вращения Цолля.

Поверхность Цолля — поверхность, гомеоморфная 2-мерной сфере, с римановой метрикой, в которой все геодезические являются замкнутыми и имеют одинаковую длину.
Названы в честь ученика Давида Гильберта Отто Цолля, обнаружившего первые нетривиальные примеры.

## Примеры
Обычная сфера в пространстве со стандартной евклидовой метрикой, очевидно, является поверхностью Цолля, но требуемым свойством обладает также бесконечномерное семейство деформаций этой метрики. Из следующего утверждения следует, что существуют примеры поверхностей Цолля среди поверхностей вращения:
- Пусть {\displaystyle h\colon [-1,1]\to (-1,1)} есть нечётной гладкая функция, такая, что {\displaystyle h(1)=0}. Тогда сфера с метрикой
{\displaystyle (1+h(\cos r))\cdot (dr)^{2}+\sin r\cdot (d\theta )^{2}}

заданной в полярных координатах {\displaystyle (r,\theta )} есть поверхность Цолля.
Результат следует из существования явных интегралов геодезического потока для таких метрик.
Следующий результат даёт несимметричные примеры:
- Для любой нечётной гладкой функции {\displaystyle f} на единичной сфере {\displaystyle (\mathbb {S} ^{2},g_{0})} существуют однопараметрическое семейство конформных факторов {\displaystyle \phi _{t}} таких, что {\displaystyle g_{t}=\phi _{t}\cdot g_{0}} есть поверхность Цолля и {\displaystyle f={\tfrac {\partial \phi _{t}}{\partial t}}|_{t=0}}.

В доказательстве применяется обобщённая теорема о неявной функции, так называемая теорема Нэша — Мозера.